# 33 (曲)
「33」 （サーティースリー）は、日本のロックバンド、TRICERATOPSの22ndシングル。2006年6月21日 、ビクターエンタテインメントよりリリース。 

## 内容
- 前作より3ヶ月ぶりのリリース。

## 収録曲
1. 33 (4:27)
（作詞・作曲：和田唱　編曲：TRICERATOPS）
2. ハンマー (4:11)
（作詞・作曲：和田唱　編曲：TRICERATOPS）
3. SOMEONE IN THE DARK (Live)  (5:00)
（作詞・作曲：Rod Temperton,Alan Bergman,Marilyn Bergman　編曲：TRICERATOPS）
マイケル・ジャクソンのカバー